# Жіноча збірна ОАЕ з хокею із шайбою
Жіноча збірна ОАЕ з хокею із шайбою — національна жіноча збірна команда ОАЕ, яка представляє країну на міжнародних змаганнях з хокею. Функціонування команди забезпечується Хокейною асоціацією ОАЕ, яка є членом ІІХФ.

## Історія
Жіноча збірна ОАЕ дебютувала Кубку виклику Азії у першому Дивізіоні 2014. Після поразки від Таїланду (0:12) 26 грудня 2013, поступились і у другому матчі збірній Сінгапуру (6:7 ОТ). У третьому турі програли господаркам хокеїсткам Гонконгу 0:9 та посіли останнє четверте місце на турнірі.